# Aleksandr Saplinov
Aleksandr Jur'evič Saplinov (in russo Александр Юрьевич Саплинов?; Staryj Oskol, 12 agosto 1997) è un calciatore russo, centrocampista dello Spartak Kostroma.

## Caratteristiche tecniche
È un trequartista.

## Carriera
Ha debuttato in Prem'er-Liga il 20 luglio 2019 disputando con il Rostov l'incontro pareggiato 2-2 contro lo Spartak Mosca subentrando all'80' ad Ivelin Popov.